# Blodwyn Pig
Blodwyn Pig — британская рок-группа, образованная в 1968 году гитаристом Миком Абрахамсом, вышедшим из состава Jethro Tull после выхода дебютного альбома, и исполнявшая блюз-рок с элементами прогрессив
. Выпустив два хит-альбома (оба вошли в первую десятку британского хит-парада), Blodwyn Pig в 1970 году распались, но в 1990-х годах в разных составах неоднократно реформировались.

## История группы
В первый состав коллектива, образованного Миком Абрахамсом, покинувшим Jethro Tull в 1968 году, вошли также бас-гитарист Энди Пайл, ударник Рон Берг (англ. Ron Berg) и саксофонист/флейтист Джек Ланкастер (англ. Jack Lancaster).
В своей музыке группа развивала традиции прог-блюз-рока, начатые Jethro Tull, но в облегчённом ключе. Критики отмечали также некоторые её сходства с джазовым вариантом Bluesbreakers Джона Мэйола конца 1960-х годов, а также Colosseum, от которых (согласно Allmusic) они отличались большим разнообразием.

## Дискография

### Студийные альбомы
- Ahead Rings Out (Island, август 1969) #9 UK
- Getting To This (Chrysalis, апрель 1970) #8 UK
- Lies (1993)

### Сборники
- All Tore Down: Live (1994)
- Pig-in-the-Middle (1996)
- Modern Alchemist (1997)
- All Said And Done (2004)